# Cochlonema ozotum
Cochlonema ozotum är en svampart som beskrevs av Drechsler 1945. Cochlonema ozotum ingår i släktet Cochlonema och familjen Cochlonemataceae.   Inga underarter finns listade i Catalogue of Life.